# Mesthaak
Een mesthaak is een stuk gereedschap dat in de landbouw wordt gebruikt. Daarnaast is dergelijk gereedschap als tuingereedschap in gebruik.
De mesthaak is een variant op de mestvork. Hij heeft drie of (meestal) vier scherpe tanden, maar deze zijn aan de basis veel sterker gebogen, waarbij de kromming wel 90° bedraagt. Het metalen gereedschap is bevestigd aan een lange houten steel.

## Landbouwwerktuig
In de landbouw, vooral bij de potstalmethode en het gemengd bedrijf, geschiedde de bemesting met stalmest als volgt.
Nadat de meststof, bestaande uit plaggen, stro, strooisel en koemest, naar het land was gebracht, werd deze met de mesthaak van de kar getrokken en in hoopjes op het land gelegd. De hoopjes werden later met een mestvork of riek over het land verspreid. Daarna werd bij het ploegen de mest in de grond gewerkt.

## Tuingereedschap
Bij het tuinieren wordt de mesthaak ingezet om de grond los te maken en het onkruid los te woelen. Hij heeft dan de functie die de cultivator heeft bij de landbouw.

## Externe bronnen
- Cubra
- Mest en bemesting in Vlaanderen
- Beeldbank[dode link]